# Kendaban
Kendaban is een bestuurslaag in het regentschap Bangkalan van de provincie Oost-Java, Indonesië. Kendaban telt 919 inwoners (volkstelling 2010).